# Curyšská univerzita
Curyšská univerzita či Univerzita Curych (německy Universität Zürich, zkráceně UZH, latinsky Universitas Turicensis) je univerzita ve švýcarském Curychu. S více než 25 000 studenty je v současné době největší ze všech dvanácti švýcarských univerzit. Byla založena v roce 1833 a dosud byla spojena s celkem třinácti nositeli Nobelovy ceny.
Jako úplná univerzita sdružuje všechny klasické fakulty: teologickou (ThF), právnickou (RWF), ekonomickou (WWF), lékařskou (MeF), veterinární (VSF), filozofickou (PhF; filozofická fakulta je s přibližně 47 % studentů největší z fakult) a matematicko-přírodovědnou (MNF).
Hlavní budova univerzity, dokončena v roce 1914, se nachází na úpatí kopce Zürichberg, vedle ústředí ETH Curych.

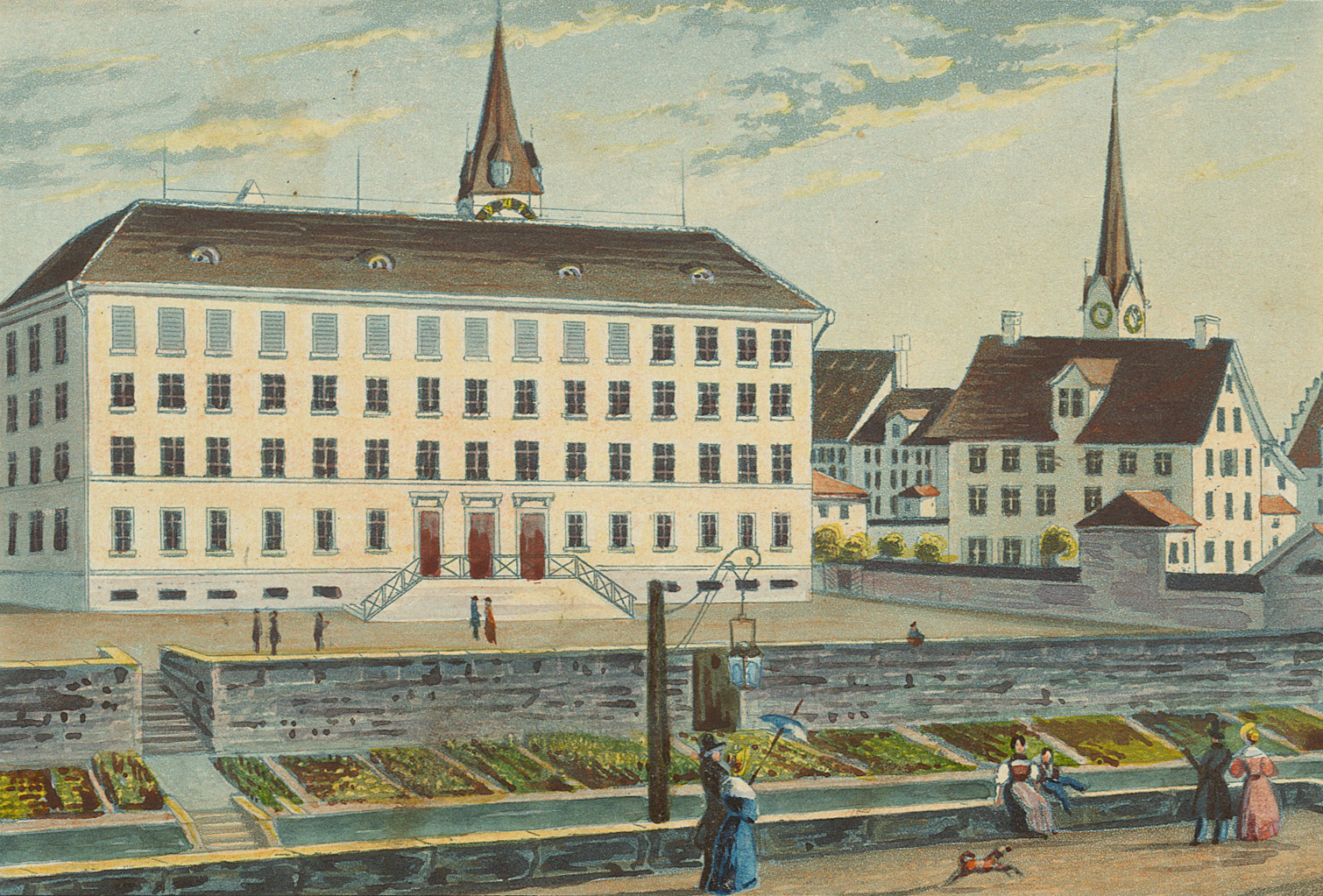
První budova na Fröschengraben 1838–1864

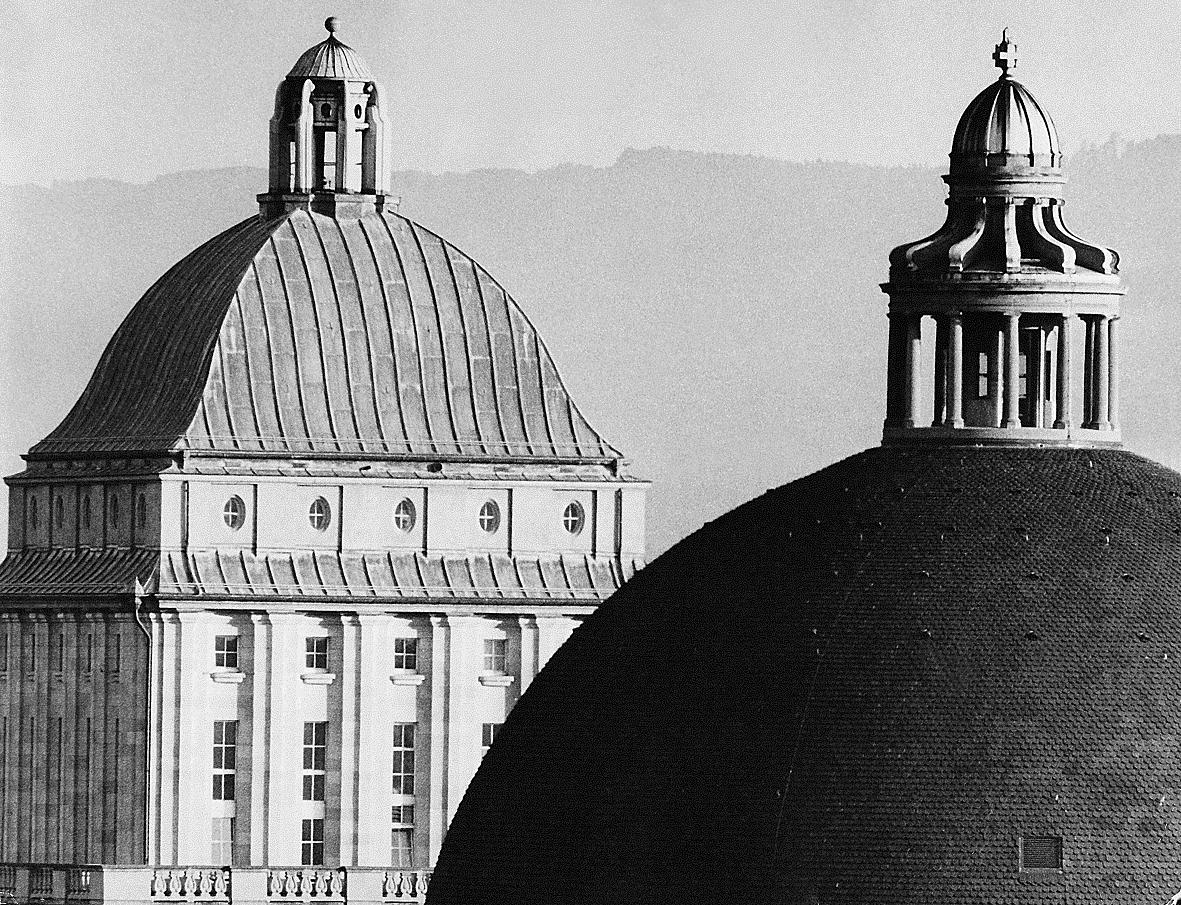
Univerzitní věž (vlevo), vpravo před ní je kupole Vysoké školy technické (ETH)

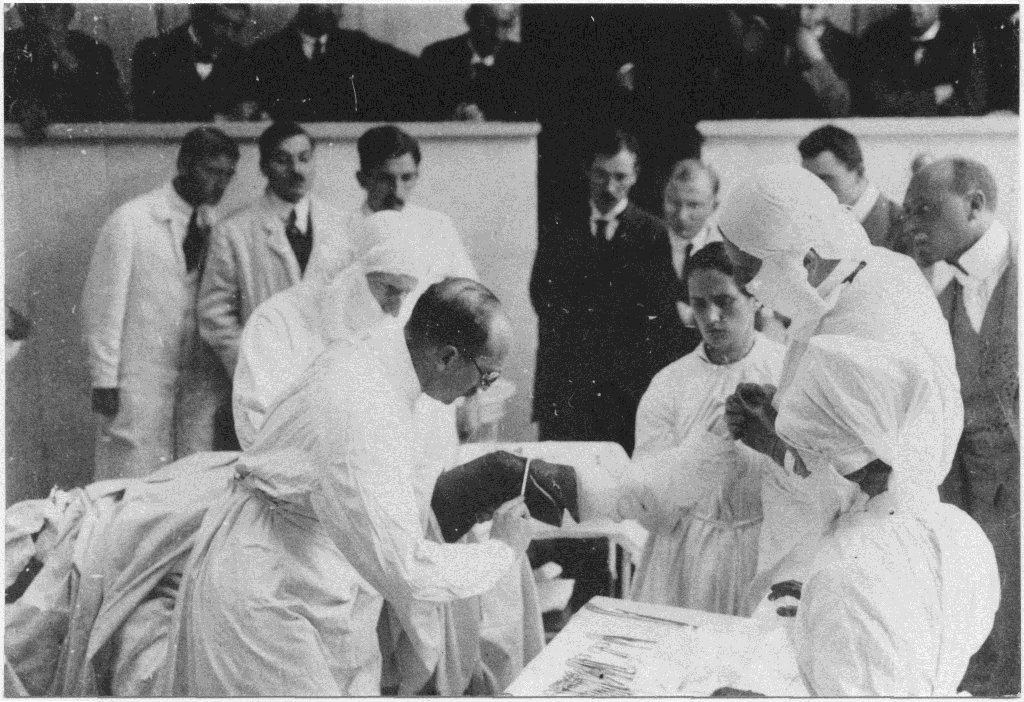
Ferdinand Sauerbruch během operace v posluchárně, kolem roku 1915

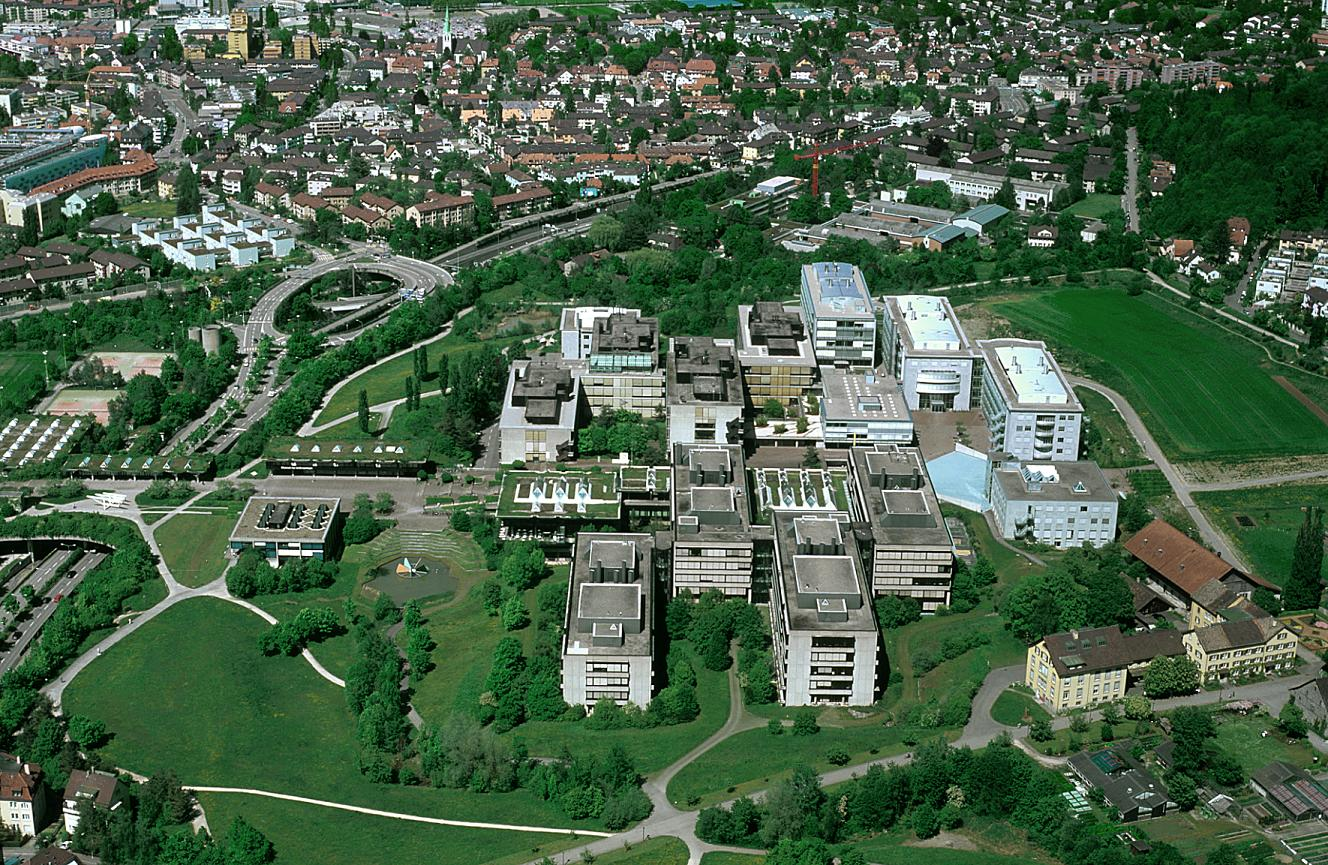
Kampus univerzity v Curychu-Irchel

Kromě vlastních zařízení nabízí univerzita v Curychu také přístup do archivů, knihoven a institutů ETH v Curychu i do soukromých institucí. Kromě toho je k univerzitě přidružena řada muzeí a sbírek ve městě Curych, od antropologie po zoologii, včetně etnologického muzea.
Univerzita v Curychu je známá úspěchy v oblasti molekulární biologie, výzkumu mozku a antropologie, prací Psychiatrické univerzitní kliniky v Curychu, univerzitní nemocnice a veterinární nemocnice a snahou o neustálé zlepšování kvality výuky, v poslední době například prostřednictvím e-learningu.
Univerzita je součástí Ligy evropských výzkumných univerzit (LERU) a Mezinárodní univerzity na Bodamském jezeře.

## Dějiny
V roce 1832 se vládní rada kantonu Curych rozhodla založit univerzitu v Curychu. 29. dubna 1833 byla slavnostně založení. Již existující vysoká škola teologie (od roku 1525), práva a medicíny byly spojeny s nově založenou filozofickou fakultou a vznikla Universitas Turicensis. Byla to první univerzita v Evropě, kterou založil demokratický stát, nikoli církev nebo panovník.

## Fakulty
- Fakulta matematiky a přírodních věd
- Lékařská fakulta
- Filozofická fakulta
- Právnická fakulta
- Teologická fakulta
- Fakulta Vetsuisse
- Provozně ekonomická fakulta

## Žebříčky
Celá univerzita byla hodnocena v následujících dvou žebříčcích, přičemž Curyšská univerzita se umístila na 26. místě v Evropě a 85. v celosvětovém žebříčku Times Higher Education World Universities Ranking. Newsweek ohodnotil univerzitu v Curychu na 11. místě v Evropě a 46. na světě. V žebříčku QS Ranking obsadila univerzita v Curychu v roce 2017 na 73. místo. 

## Nositelé Nobelovy ceny
Několik absolventů či profesorů Curyšské univerzity je nositeli Nobelovy ceny: 
- Rolf M. Zinkernagel, 1996 Nobelova cena za medicínu (Australská národní univerzita)
- Karl Alex Müller, 1987 Nobelova cena za fyziku (IBM)
- Walter Rudolf Hess, 1949 Nobelova cena za medicínu
- Lavoslav Ružička, 1939 Nobelova cena za chemii
- Paul Karrer, 1937 Nobelova cena za chemii
- Peter Debye, 1936 Nobelova cena za chemii
- Erwin Schrödinger, 1933 Nobelova cena za fyziku
- Albert Einstein, 1921 Nobelova cena za fyziku
- Max von Laue, 1914 Nobelova cena za fyziku
- Alfred Werner, 1913 Nobelova cena za chemii
- Theodor Mommsen, 1902 Nobelova cena za literaturu
- Wilhelm Conrad Röntgen, první nositel Nobelovy ceny za fyziku za rok 1901